# Tipula quadrinotata
Tipula quadrinotata är en tvåvingeart som beskrevs av Enrico Adelelmo Brunetti 1912. Tipula quadrinotata ingår i släktet Tipula och familjen storharkrankar. Inga underarter finns listade i Catalogue of Life.